# Bothrops caribbaeus
Bothrops caribbaeus este o specie de șerpi din genul Bothrops, familia Viperidae, descrisă de Garman 1887. Conform Catalogue of Life specia Bothrops caribbaeus nu are subspecii cunoscute.